# 紅亜里
紅亜里（こう あり）は、日本の占星術師。群馬県出身。

## 経歴
- 門馬寛明主宰の東京明暗塾で西洋占星術を学び、東洋占術は大熊茅楊に師事した。
- 産経学園講師や雑誌連載など占い関連の仕事を多数行なっていた。
- 星占いの館シグマを主宰していた。

## 著書
- 星占い（日東書院）